# Saint-Vaast-lès-Mello
Pour les articles homonymes, voir Saint-Vaast.
Saint-Vaast-lès-Mello est une commune française située dans le département de l'Oise en région Hauts-de-France.
Ses habitants sont appelés les Saint-Vaastois.

## Géographie

### Description

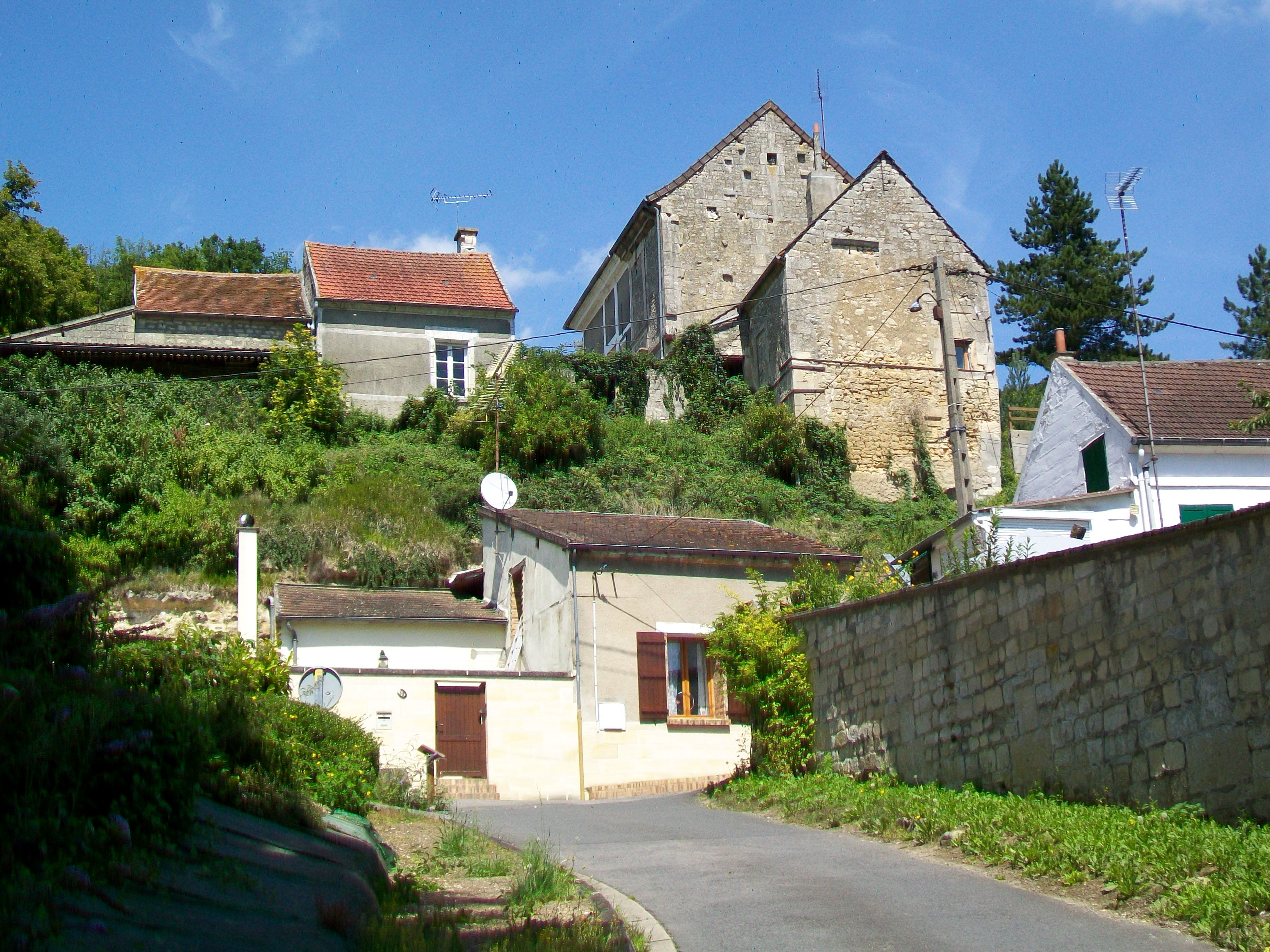
Paysage de la commune : la rue des Fontaines.

Saint-Vaast-lès-Mello est un village périurbain  du Creillois, au sud de la région Hauts-de-France, situé à 6 km à l'ouest de Creil, 12 km au sud de Clermont, à 27 km sud-est de Beauvais et à 45 km au nord de Paris.

Il est implanté à flanc de coteau, surplombant la vallée du Thérain.

### Communes limitrophes
|        | Rousseloy             | Laigneville Nogent-sur-Oise |
| Mello  | Saint-Vaast-lès-Mello | Montataire                  |
| Maysel | Cramoisy              |                             |

### Hydrographie

#### Réseau hydrographique
La commune est située dans le bassin Seine-Normandie. Elle est drainée par,.
Le Thérain, d'une longueur de 94 km, prend sa source dans la commune de Gaillefontaine et se jette  dans l'Oise à Saint-Leu-d'Esserent, après avoir traversé 43 communes. Les caractéristiques hydrologiques du Thérain sont données par la station hydrologique située sur la commune de Mello. Le débit moyen mensuel est de 7,79 m3/s. Le débit moyen journalier maximum est de 35,6 m3/s, atteint lors de la crue du 29 mars 2001. Le débit instantané maximal est quant à lui de 35,9 m3/s, atteint le même jour.

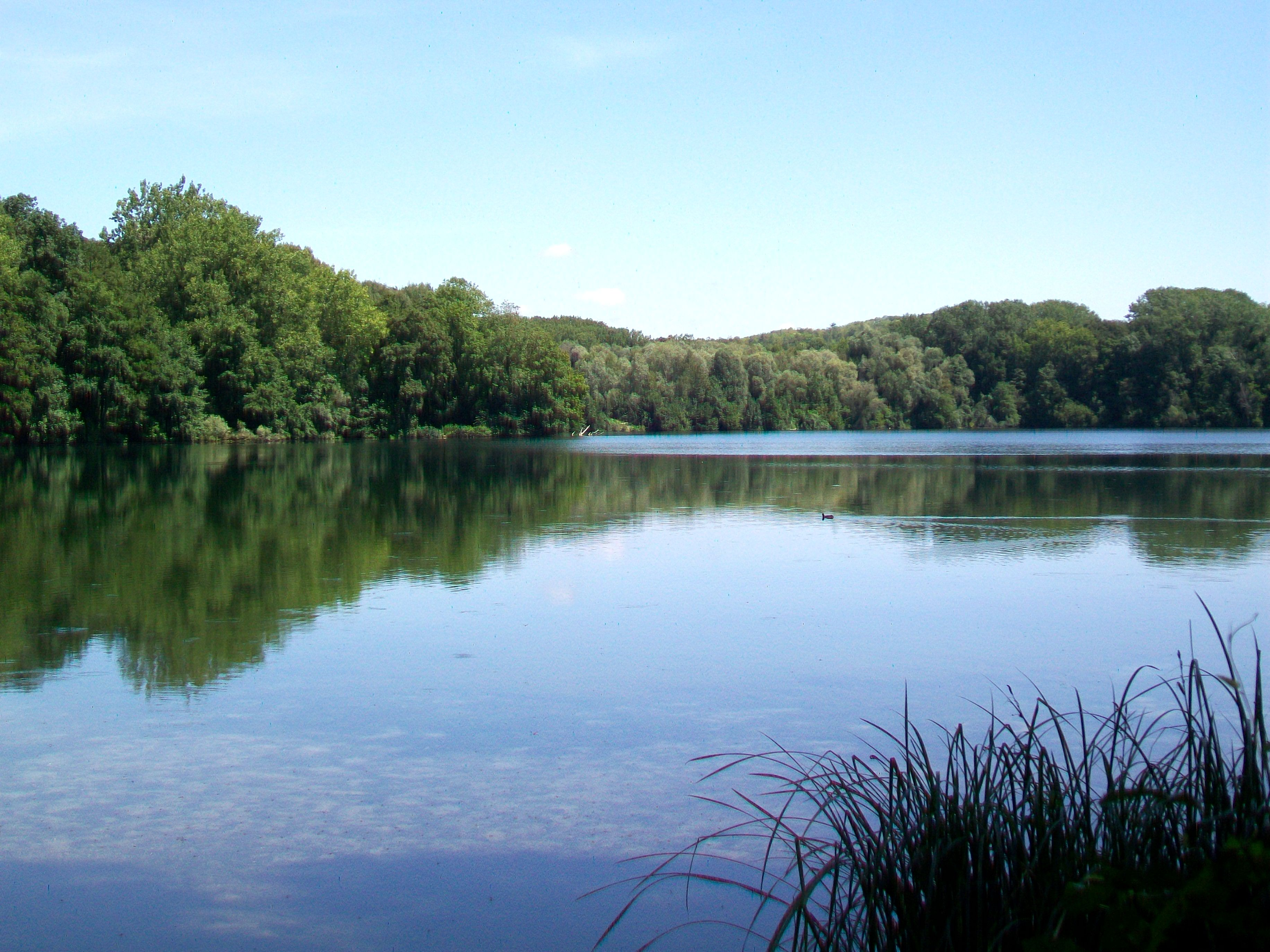
Étang dit le marais de Chantraine, ancienne gravière.
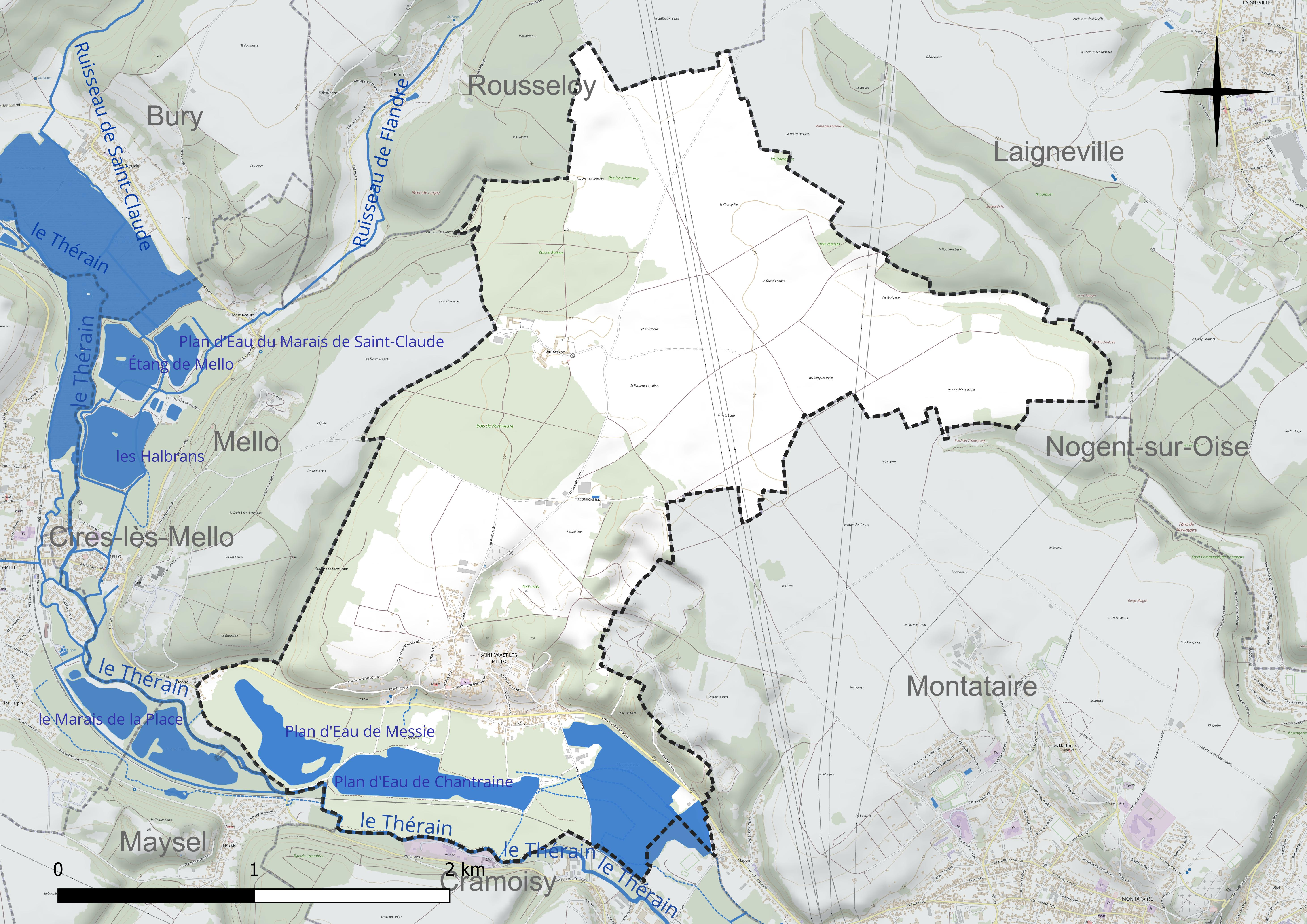
Réseau hydrographique de Saint-Vaast-lès-Mello.

Deux plans d'eau complètent le réseau hydrographique : le plan d'eau de Chantraine (16,8 ha) et le plan d'eau de Messie (11 ha),.

#### Gestion et qualité des eaux
Le territoire communal est couvert par le schéma d'aménagement et de gestion des eaux (SAGE) « Sensée ». Ce document de planification concerne un territoire de 1 219 km2 de superficie, délimité par le bassin versant du Thérain. Le périmètre a été arrêté le 27 janvier 2023 et le SAGE proprement dit est, en 2024, en cours d'élaboration. La structure porteuse de l'élaboration et de la mise en œuvre est le syndicat intercommunal de la Vallée du Thérain (SIVT). 
La qualité des cours d'eau peut être consultée sur un site dédié géré par les agences de l'eau et l'Agence française pour la biodiversité. 

### Climat
Pour des articles plus généraux, voir Climat des Hauts-de-France et Climat de l'Oise.
En 2010, le climat de la commune est de type climat océanique dégradé des plaines du Centre et du Nord, selon une étude du CNRS s'appuyant sur une série de données couvrant la période 1971-2000. En 2020, Météo-France publie une typologie des climats de la France métropolitaine dans laquelle la commune est exposée à un climat océanique et est dans la région climatique  Nord-est du bassin Parisien, caractérisée par un ensoleillement médiocre, une pluviométrie moyenne régulièrement répartie au cours de l'année et un hiver froid (3 °C). 
Pour la période 1971-2000, la température annuelle moyenne est de 10,9 °C, avec une amplitude thermique annuelle de 14,5 °C. Le cumul annuel moyen de précipitations est de 671 mm, avec 11,3 jours de précipitations en janvier et 7,9 jours en juillet. Pour la période 1991-2020, la température moyenne annuelle observée sur la station météorologique la plus proche, située sur la commune de Creil à 7 km à vol d'oiseau, est de 11,2 °C et le cumul annuel moyen de précipitations est de 662,2 mm,. Pour l'avenir, les paramètres climatiques de la commune estimés pour 2050 selon différents scénarios d'émission de gaz à effet de serre sont consultables sur un site dédié publié par Météo-France en novembre 2022.

## Urbanisme

### Typologie
Au 1er janvier 2024, Saint-Vaast-lès-Mello est catégorisée ceinture urbaine, selon la nouvelle grille communale de densité à sept niveaux définie par l'Insee en 2022.
Elle est située hors unité urbaine. Par ailleurs la commune fait partie de l'aire d'attraction de Paris, dont elle est une commune de la couronne,. 

### Topologie
Située à flanc de coteau et réunissant des environnements variés, la commune se compose de trois pôles situés dans trois environnements différents :
- Le village de Saint-Vaast-lès-Mello proprement dit est situé sur un replat à mi-pente de coteau (alt. 70 m). Il constitue le cœur historique de la commune avec l'église, la mairie et l'école.
- Le hameau de Crécy est situé en contrebas, dans la vallée du Thérain entre les étangs et les premières pentes (alt. 38 m). Il est traversé par l'axe routier principal desservant la commune, la R.D. 123, nommé ici rue de la Commune de Paris.
- Le hameau de Barisseuse est situé sur le plateau, au milieu des champs (alt. 100 m).

Si Barisseuse est resté un hameau déconnecté de l'aire urbaine principale de la commune, Saint-Vaast-lès-Mello et Crécy forment désormais un urbanisme continu.

### Occupation des sols
L'occupation des sols de la commune, telle qu'elle ressort de la base de données européenne d'occupation biophysique des sols Corine Land Cover (CLC), est marquée par l'importance des territoires agricoles (50 % en 2018), une proportion sensiblement équivalente à celle de 1990 (49,5 %). La répartition détaillée en 2018 est la suivante : 
terres arables (46,5 %), forêts (34,9 %), zones urbanisées (6,3 %), eaux continentales (4,8 %), mines, décharges et chantiers (4 %), zones agricoles hétérogènes (3,1 %), prairies (0,3 %). L'évolution de l'occupation des sols de la commune et de ses infrastructures peut être observée sur les différentes représentations cartographiques du territoire : la carte de Cassini (XVIIIe siècle), la carte d'état-major (1820-1866) et les cartes ou photos aériennes de l'IGN pour la période actuelle (1950 à aujourd'hui).

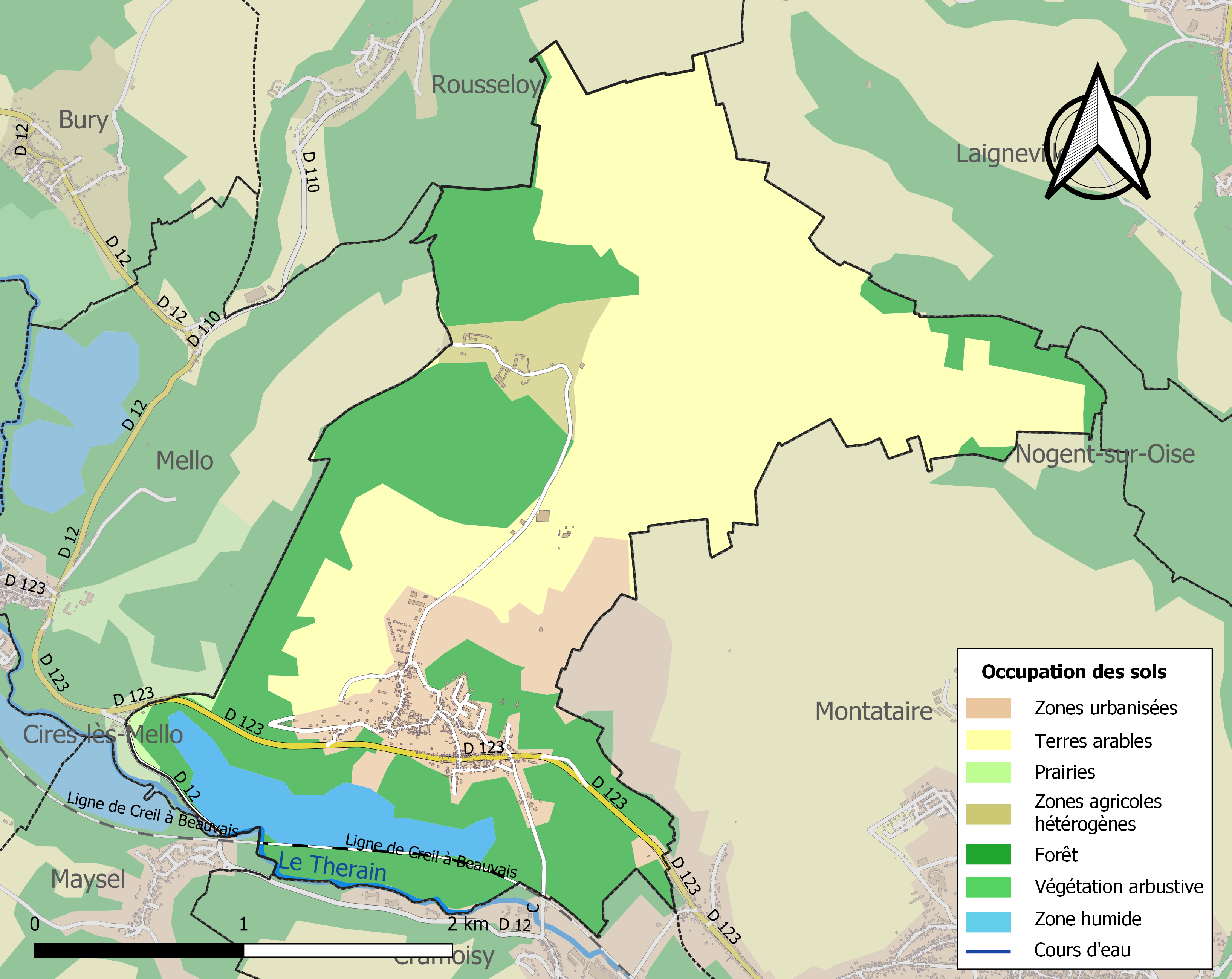
Carte des infrastructures et de l'occupation des sols de la commune en 2018 (CLC).

### Habitat et logement
En 2018, le nombre total de logements dans la commune était de 459, alors qu'il était de 458 en 2013 et de 434 en 2008.
Parmi ces logements, 90,6 % étaient des résidences principales, 0,4 % des résidences secondaires et 8,9 % des logements vacants. Ces logements étaient pour 76 % d'entre eux des maisons individuelles et pour 23,5 % des appartements.
Le tableau ci-dessous présente la typologie des logements à Saint-Vaast-lès-Mello en 2018 en comparaison avec celle de l'Oise et de la France entière. Une caractéristique marquante du parc de logements est ainsi une proportion de résidences secondaires et logements occasionnels (0,4 %) inférieure à celle du département (2,5 %) mais supérieure à celle de la France entière (9,7 %). Concernant le statut d'occupation de ces logements, 62,7 % des habitants de la commune sont propriétaires de leur logement (62,8 % en 2013), contre 61,4 % pour l'Oise et 57,5 pour la France entière.
| Typologie                                               | Saint-Vaast-lès-Mello | Oise | France entière |
| ------------------------------------------------------- | --------------------- | ---- | -------------- |
| Résidences principales (en %)                           | 90,6                  | 90,4 | 82,1           |
| Résidences secondaires et logements occasionnels (en %) | 0,4                   | 2,5  | 9,7            |
| Logements vacants (en %)                                | 8,9                   | 7,1  | 8,2            |

### Voies de communication et transports
La commune est desservie, en 2023, par les lignes S1, S2 ainsi que par les services de transport à la demande AXO+3 et AXO+4 du réseau AXO. Elle est également desservie par les lignes 646, 647, 648 et 6345 du réseau interurbain de l'Oise.

## Toponymie
Le nom de la localité est attesté sous les formes Sanctus Vedastus (1190) ; Saint Vast les Mello (XVe) ; la parroisse de St Vaast lez ledict Mello (1555) ; St Vast (1667) ; Saint Vaast de Merlou (XVIIe) ; Vaast (1794) ; Saint Wast les Mello (XIXe) ; Saint-Vaast-lès-Mello (1840).

Saint-Vaast est un hagiotoponyme qui tire son nom de la dédicace de son église à Saint Vaast, bien qu'il soit difficile de déterminer qui du village ou du lieu de culte a porté ce nom en premier.
lès-Mello est composé de la préposition lès issue du latin latus et signifiant « à côté de » et de Mello, village voisin, siège de la baronnie d'appartenance de Saint-Vaast.

## Histoire
Saint-Vaast faisait partie de la baronnie de Mello, d'où partit la révolte des Jacques au Moyen Âge.

## Politique et administration

### Rattachements administratifs et électoraux
Rattachements administratifs
La commune se trouve dans l'arrondissement de Senlis du département de l'Oise.
Elle faisait partie de 1801 à 1973 du canton de Creil, année où la commune intègre le canton de Montataire. Dans le cadre du redécoupage cantonal de 2014 en France, cette circonscription administrative territoriale a disparu, et le canton n'est plus qu'une circonscription électorale.
Rattachements électoraux
Pour les élections départementales, la commune fait partie depuis 2014 d'un nouveau canton de Montataire
Pour l'élection des députés, elle fait partie de la troisième circonscription de l'Oise.

### Intercommunalité
Saint-Vaast-lès-Mello était membre de la communauté de communes Pierre - Sud - Oise, un établissement public de coopération intercommunale (EPCI) à fiscalité propre créé en 2004 et auquel la commune avait transféré un certain nombre de ses compétences, dans les conditions déterminées par le code général des collectivités territoriales.
Dans le cadre de la loi portant nouvelle organisation territoriale de la République (Loi NOTRe) du 7 août 2015, prévoyant que les établissements publics de coopération intercommunale (EPCI) à fiscalité propre doivent avoir un minimum de 15 000 habitants, cette intercommunalité a fusionné avec la  communauté de l'agglomération creilloise pour former, le 1er janvier 2017, la communauté d'agglomération Creil Sud Oise dont la commune est désormais membre.

### Liste des maires
| Période                                  | Période                       | Identité                | Étiquette | Qualité                                                                        |
| ---------------------------------------- | ----------------------------- | ----------------------- | --------- | ------------------------------------------------------------------------------ |
| Les données manquantes sont à compléter. |                               |                         |           |                                                                                |
| 1953                                     | 1965                          | Roger Jumel             |           | Ouvrier                                                                        |
| 1965                                     | 1971                          | René Duriez             |           | Agriculteur                                                                    |
| Les données manquantes sont à compléter. |                               |                         |           |                                                                                |
| 1983                                     | 1999                          | Marc Mercier            |           | Démissionnaire                                                                 |
| 1999                                     | 2014                          | Yann Lefèvre            |           | Dessinateur-projeteur                                                          |
| 2014                                     | février 2021                  | Jean-Jacques Daubresse, |           | Employé Vice-président de la CA Creil Sud Oise (2017→ 2021) Décédé en fonction |
| juin 2021                                | En cours (au 17 février 2025) | Nathalie Varlet         |           |                                                                                |

## Population et société

### Démographie

#### Évolution démographique
L'évolution du nombre d'habitants est connue à travers les recensements de la population effectués dans la commune depuis 1793. Pour les communes de moins de 10 000 habitants, une enquête de recensement portant sur toute la population est réalisée tous les cinq ans, les populations de référence des années intermédiaires étant quant à elles estimées par interpolation ou extrapolation. Pour la commune, le premier recensement exhaustif entrant dans le cadre du nouveau dispositif a été réalisé en 2008.

En 2022, la commune comptait 1 009 habitants, en évolution de −8,44 % par rapport à 2016 (Oise : +0,87 %, France hors Mayotte : +2,11 %).
| 1793 | 1800 | 1806 | 1821 | 1831 | 1836 | 1841 | 1846 | 1851 |
| ---- | ---- | ---- | ---- | ---- | ---- | ---- | ---- | ---- |
| 410  | 478  | 482  | 431  | 464  | 493  | 508  | 528  | 517  |

| 1856 | 1861 | 1866 | 1872 | 1876 | 1881  | 1886 | 1891 | 1896 |
| ---- | ---- | ---- | ---- | ---- | ----- | ---- | ---- | ---- |
| 574  | 738  | 891  | 879  | 891  | 1 004 | 833  | 817  | 801  |

| 1901 | 1906 | 1911 | 1921 | 1926 | 1931 | 1936 | 1946 | 1954 |
| ---- | ---- | ---- | ---- | ---- | ---- | ---- | ---- | ---- |
| 814  | 830  | 804  | 867  | 865  | 871  | 839  | 835  | 948  |

| 1962 | 1968  | 1975 | 1982 | 1990 | 1999 | 2006 | 2008 | 2013  |
| ---- | ----- | ---- | ---- | ---- | ---- | ---- | ---- | ----- |
| 973  | 1 032 | 925  | 782  | 778  | 822  | 882  | 899  | 1 088 |

| 2018  | 2022  | - | - | - | - | - | - | - |
| ----- | ----- | - | - | - | - | - | - | - |
| 1 045 | 1 009 | - | - | - | - | - | - | - |

#### Pyramide des âges
La population de la commune est relativement jeune.
En 2018, le taux de personnes d'un âge inférieur à 30 ans s'élève à 39,5 %, soit au-dessus de la moyenne départementale (37,3 %). À l'inverse, le taux de personnes d'âge supérieur à 60 ans est de 17,2 % la même année, alors qu'il est de 22,8 % au niveau départemental.
En 2018, la commune comptait 538 hommes pour 507 femmes, soit un taux de 51,48 % d'hommes, largement supérieur au taux départemental (48,89 %).
Les pyramides des âges de la commune et du département s'établissent comme suit.
| Hommes | Classe d’âge | Femmes |
| ------ | ------------ | ------ |
| 0,4    | 90 ou +      | 1,0    |
| 3,2    | 75-89 ans    | 7,7    |
| 11,0   | 60-74 ans    | 11,4   |
| 21,0   | 45-59 ans    | 19,9   |
| 21,9   | 30-44 ans    | 23,7   |
| 19,1   | 15-29 ans    | 14,6   |
| 23,4   | 0-14 ans     | 21,7   |

| Hommes | Classe d’âge | Femmes |
| ------ | ------------ | ------ |
| 0,5    | 90 ou +      | 1,4    |
| 5,5    | 75-89 ans    | 7,6    |
| 15,6   | 60-74 ans    | 16,3   |
| 20,8   | 45-59 ans    | 20     |
| 19,4   | 30-44 ans    | 19,4   |
| 17,6   | 15-29 ans    | 16,2   |
| 20,6   | 0-14 ans     | 19,1   |

### Enseignement

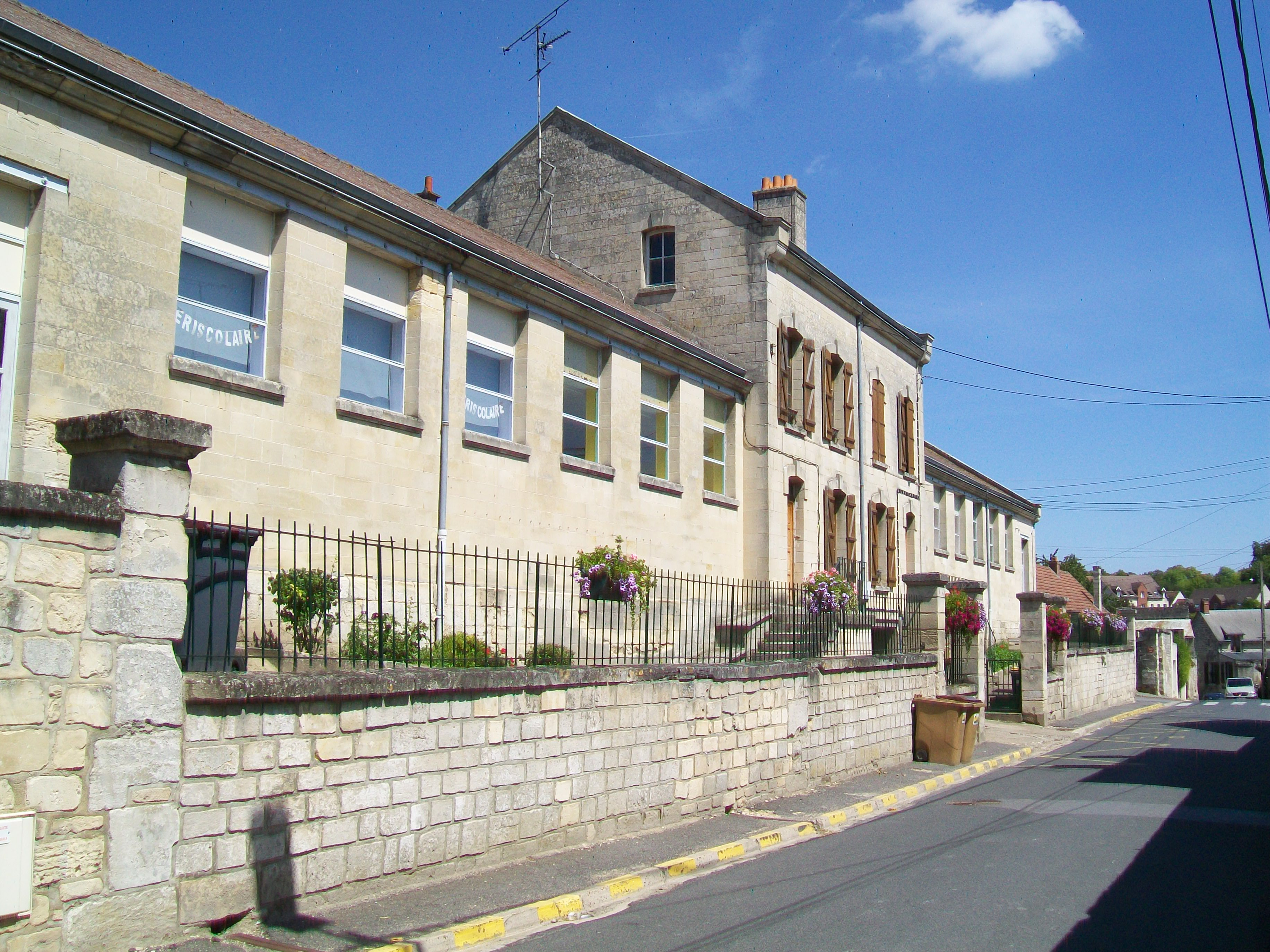
L'ancien groupe scolaire

## Culture locale et patrimoine

### Lieux et monuments

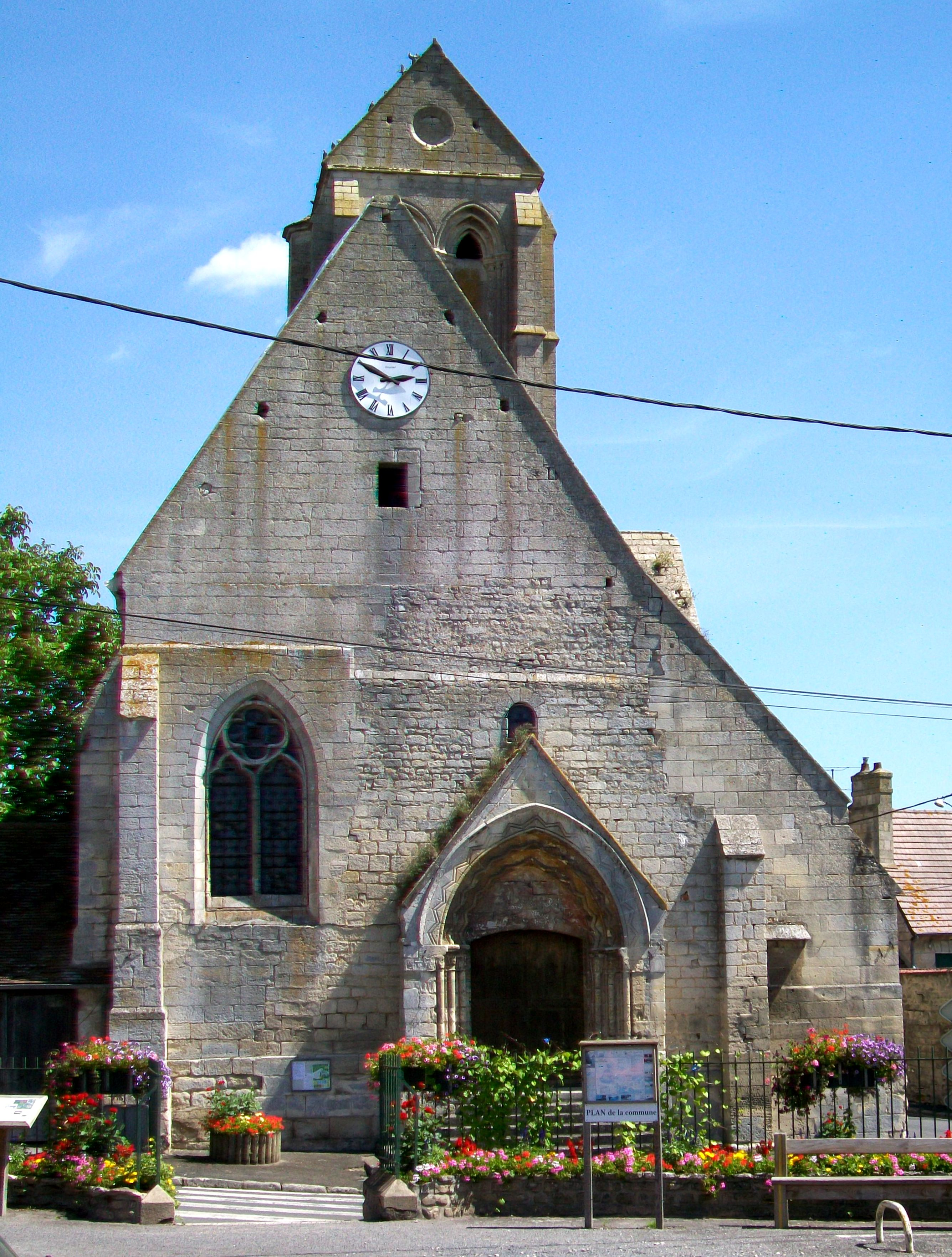
Façade ouest de l'église.

Saint-Vaast-lès-Mello  compte un monument historique sur son territoire :
- Église Saint-Vaast (classée monument historique en  1906[29]) : 
Son plan est assez simple, mais le caractère peu homogène des façades ouest et sud revèle une grande complexité du bâtiment, issu de plusieurs campagnes de construction et maintes fois remanié. 
Il se compose d'une nef de trois travées accompagnée de deux bas-côtés, dont celui du nord aussi large que la nef ; d'un transept dont les deux croisillons se prolongent vers l'est par de courte chapelles voûtées en berceau brisé ; et d'une abside à cinq pans, d'une forme particulière : les murs latéraux touchant à la croisée du transept ne sont pas droits, mais s'éloignent vers l'est. Le clocher en bâtière est assis sur la croisée du transept. La partie centrale de la façade occidentale comporte encore un mur du XIe siècle, avec une petite fenêtre en plein cintre en partie cachée par le gable du portail. 
Pendant les années 1140, la nef est reconstruite en vue de la doter de bas-côtés, en commençant par la troisième travée. Comme le montrent les piliers entre la seconde et la troisième travée, répondant au principe des piliers au milieu des arcades de l'église de Villers-Saint-Paul le voûtement n'est pas prévu dans un premier temps. Mais le maître d'œuvre change rapidement d'avis et opte pour un voûtement d'ogives, comme l'indiquent les piliers entre la première et la seconde travée, directement conçus en fonction. Des culs-de-lampe sont ajoutés sur les piliers les premiers construits, afin de recevoir la retombée des ogives. Le portail occidental est contemporain de la reconstruction de la nef et adopte l'arc en tiers-point, tout en restant sur un vocabulaire ornemental roman avec sa triple archivolte de bâtons brisés. Le portail méridional est un peu plus récent et est en cintre surhaussé. Ici, les ébrasements successifs du mur restent visibles entre les deux groupes de trois colonnettes flanquant le portail, et l'on ne compte qu'un seul rang de bâtons brisés, et l'archivolte est décorée d'un cordon en fleurs de violette. 
Dimensionné pour une porte à double vantail, le portail ne contient pourtant qu'une porte étroite. Surtout le tympan est remarquable : il contient une succession de cinq niches surmontées d'arcatures. L'on trouve un portail semblable sur l'église de Namps-au-Val. Quant au transept avec le clocher et au chœur, ils sont édifiés pendant la première moitié du XIIIe siècle. Les croisillons bénéficient de toits en pierre, comme l'on peut en voir sur les églises de Foulangues, de Montataire et de Rousseloy. Esthétiquement réussies, ces parties sont stylistiquement anachroniques, et le clocher avec son étage de beffroi percé de deux baies en tiers-point gémelées par face est très proche de celui de l'église Saint-Nicolas d'Angy, pourtant vingt-cinq ans plus ancien. Les problèmes statiques sont apparus assez tôt, et le clocher présente une importante inclinaison vers le sud. De ce fait, le clocher et deux travées de la nef ont dû être étayés dès la seconde moitié du XXe siècle. 
Restent à mentionner une grande fenêtre gothique ménagée dans le mur occidental du bas-côté nord pendant la seconde moitié du XIIIe siècle, et une réparation des murs latéraux des deux bas-côtés au XVIe siècle, ayant quelque peu modifié leur apparence[30],[31],[32].

L'église Saint-Vaast
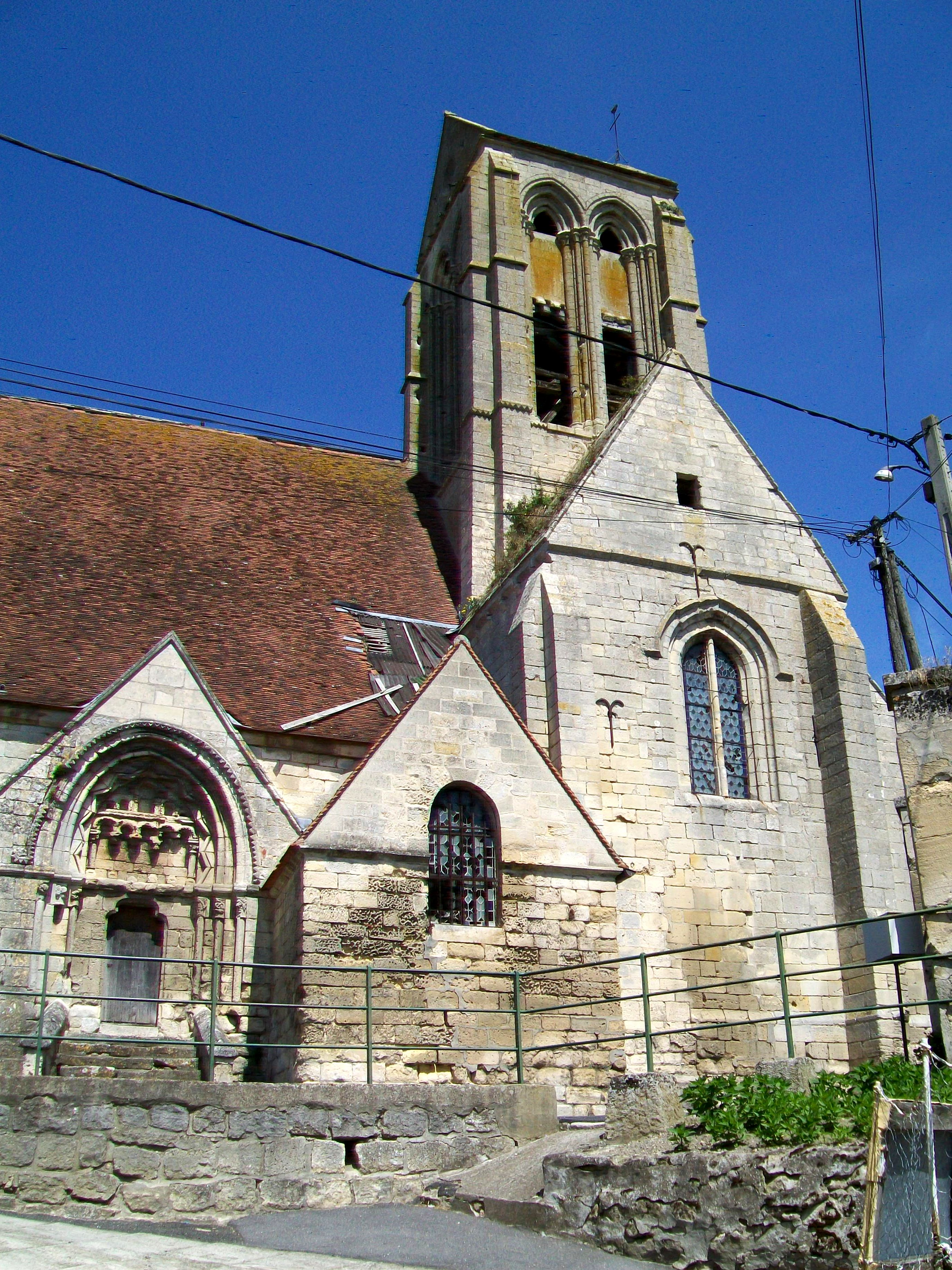
Façade sud
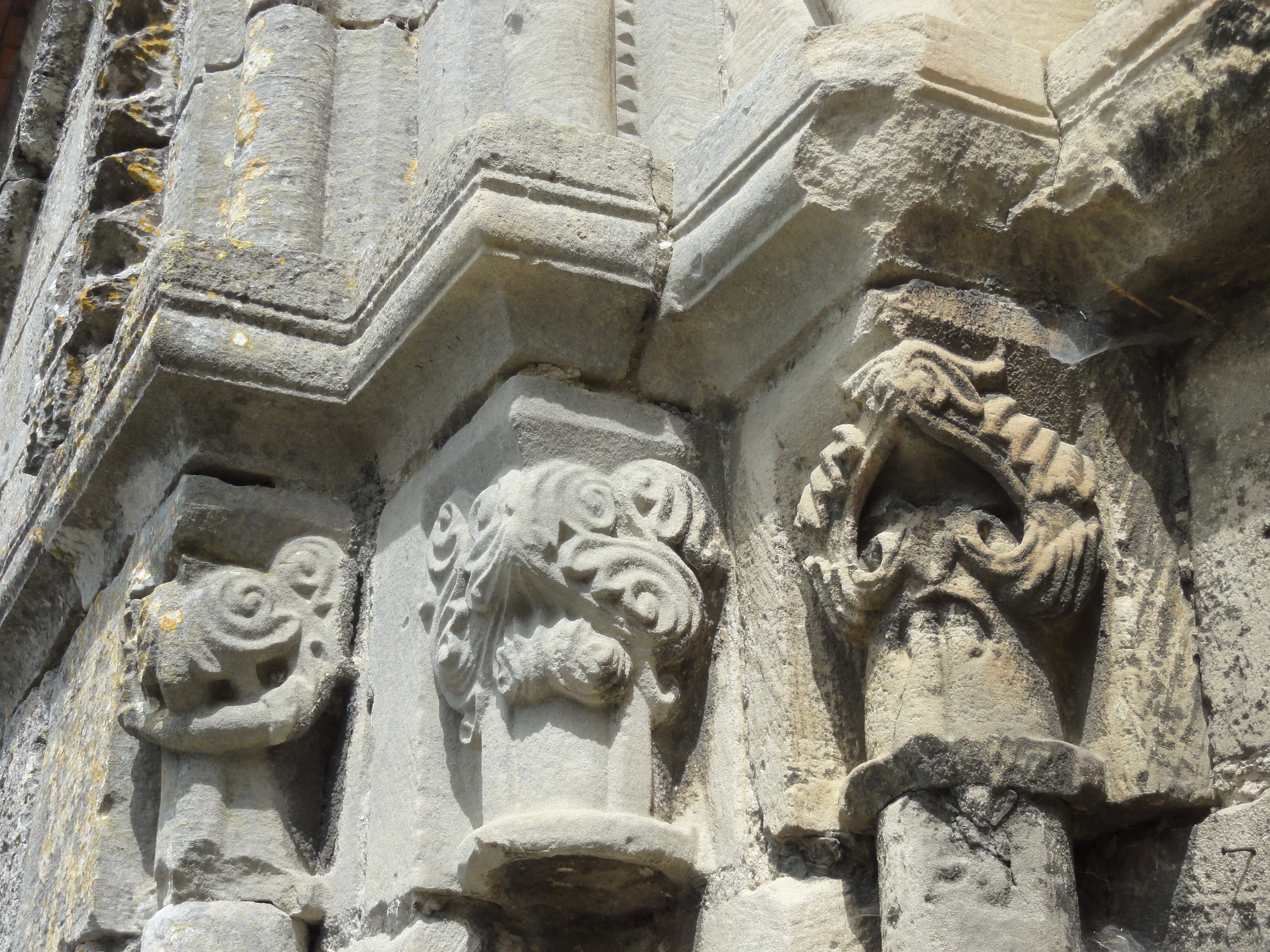
Chapiteaux du portail latéral sud
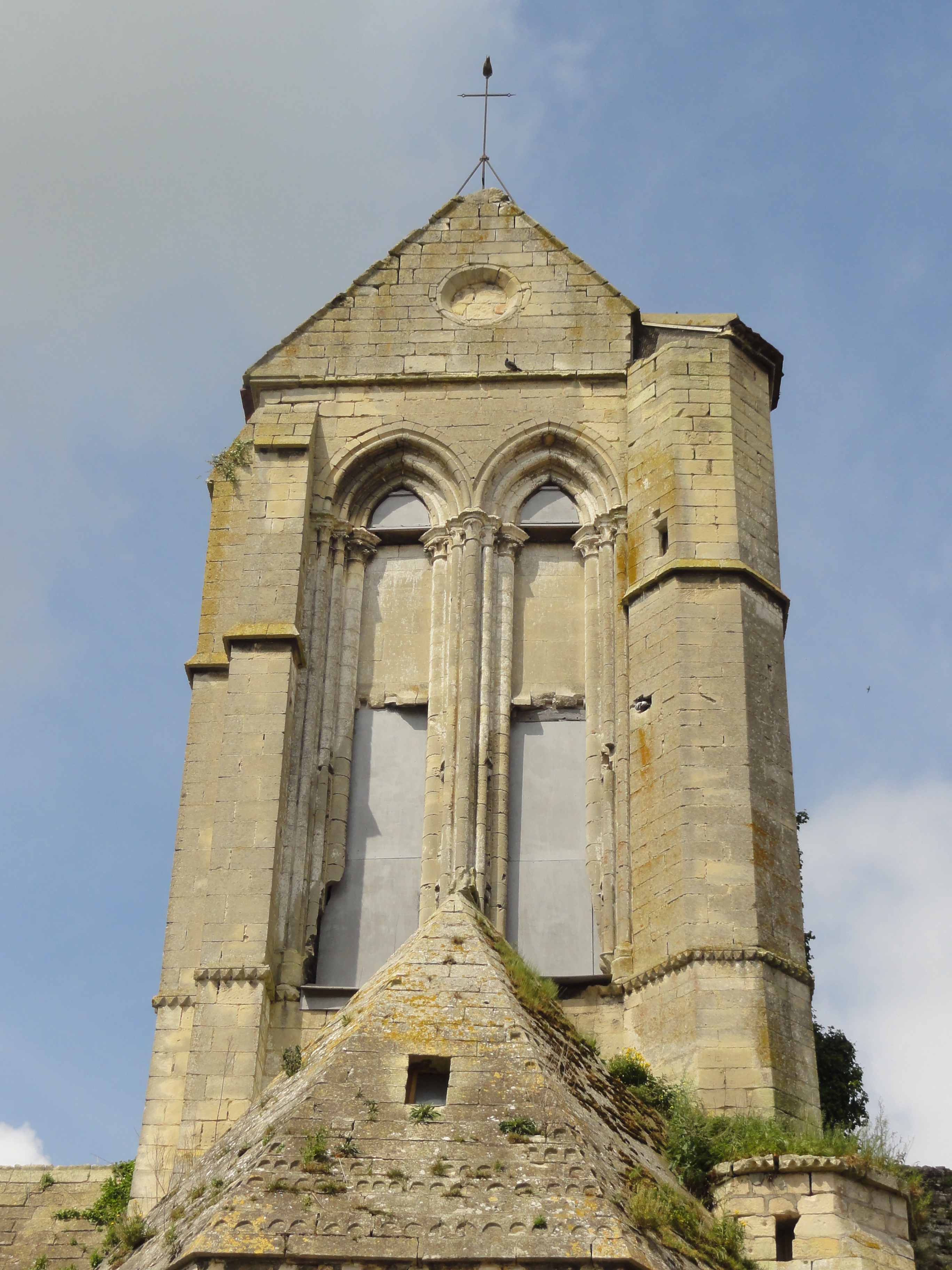
Clocher
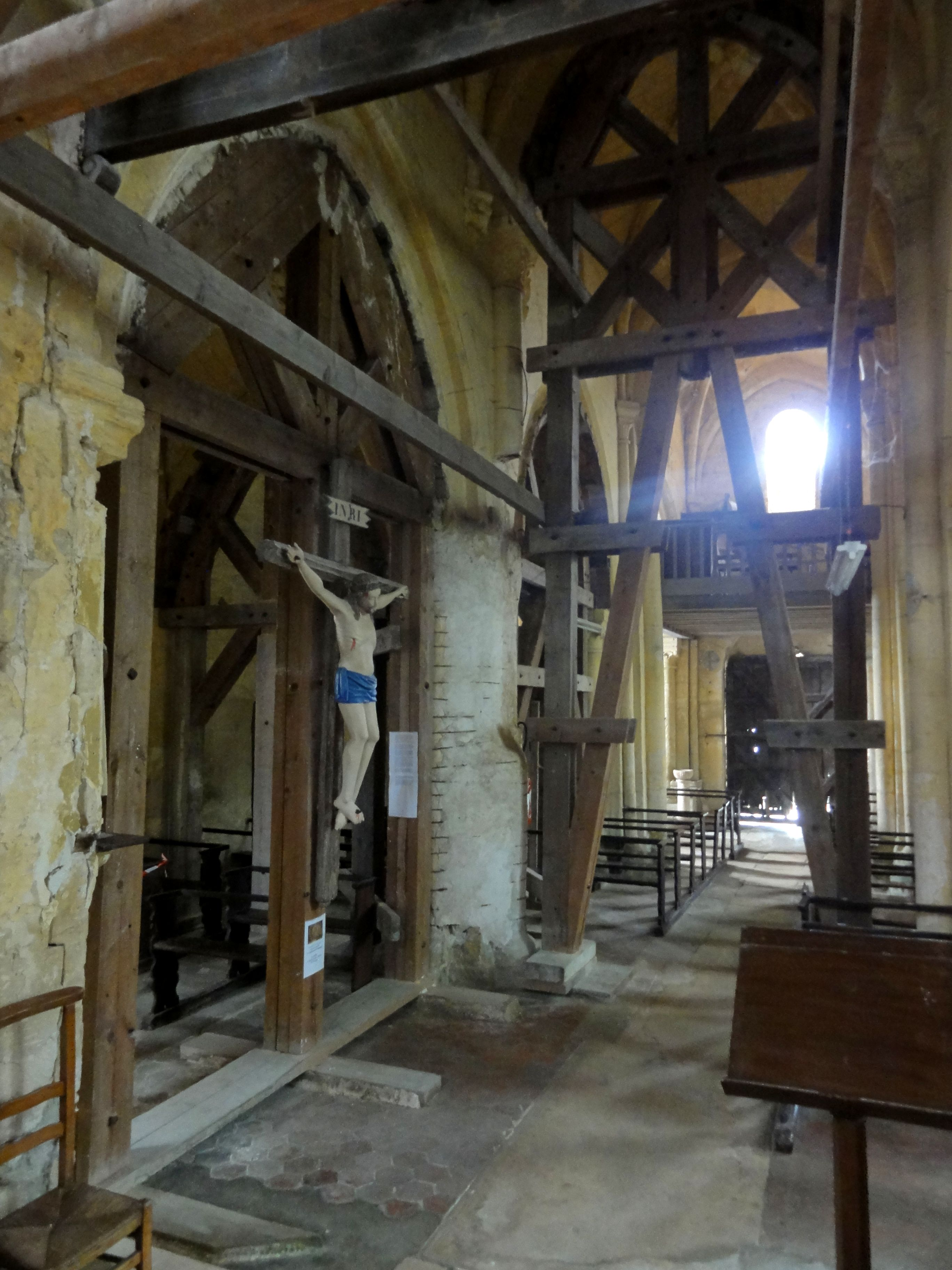
la nef en 2013, étayée.
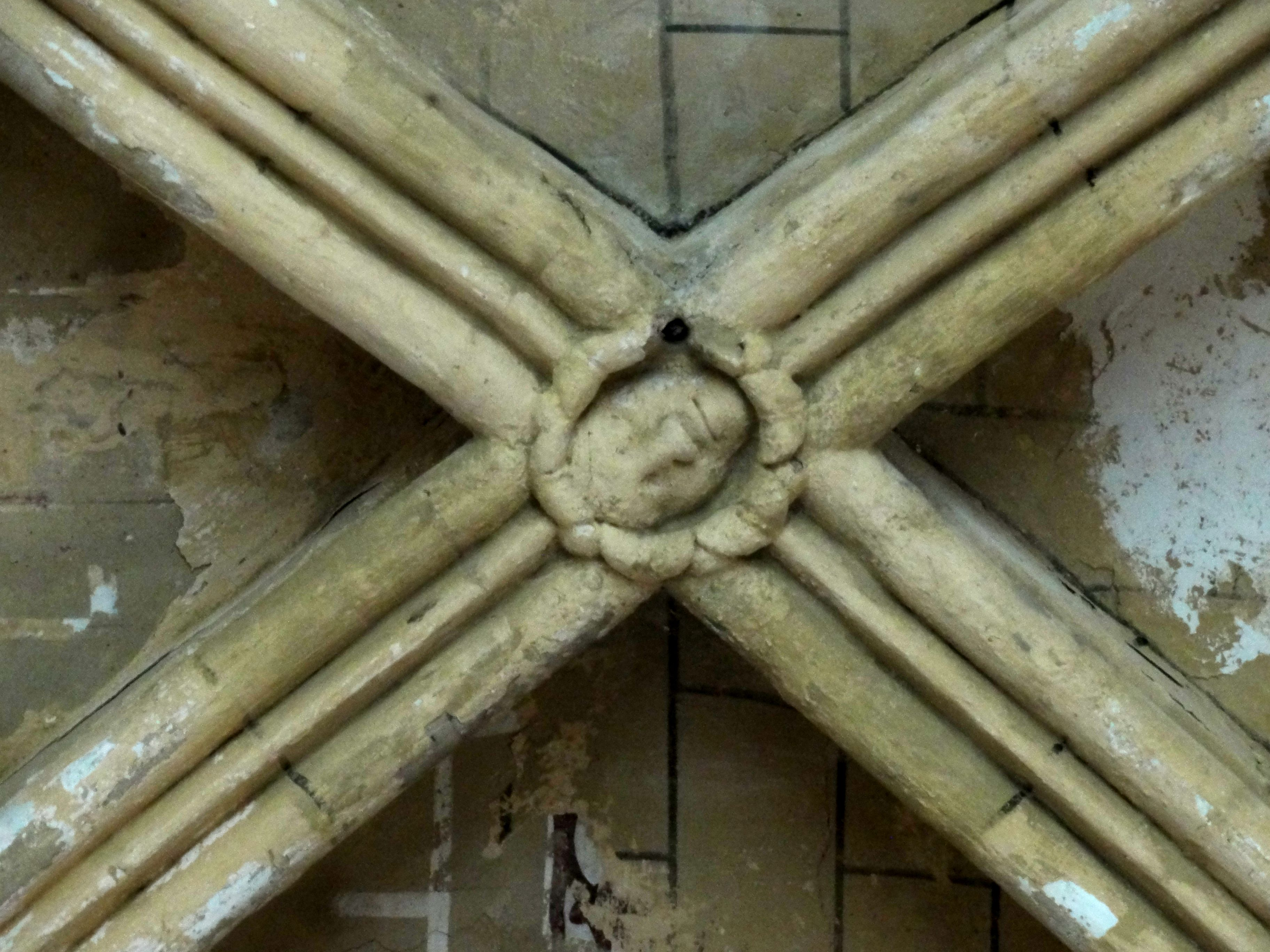
Clé de voute du croisllon nord
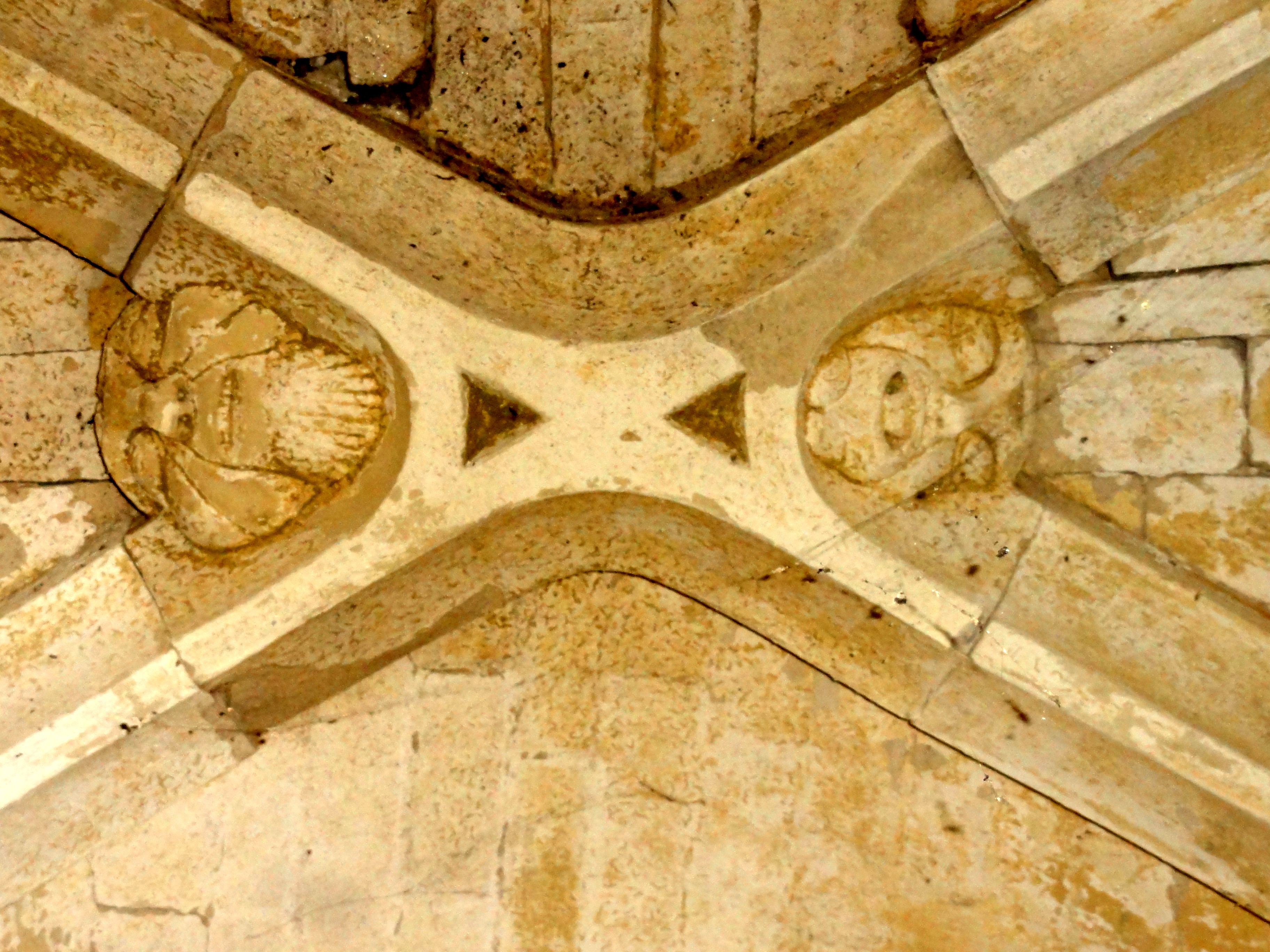
Clé de voute au bas-côté sud

On peut également signaler : 
- Lavoir d'En-bas, rue des Fontaines
- Lavoir d'En-haut et abreuvoir, rue des Fontaines.
- Carrière désaffectée des Glachoires, sente de Crèvecœur : Saint-Vaast est un village de carrières, leur exploitation est attestée depuis le IXe siècle. L'extraction des pierres, sur le banc de Saint-Maximin, a peut-être servi à Notre-Dame de Paris, les pierres étant acheminées par bateaux depuis Creil. 
Sa végétation, où l'on trouve des pins, est inhabituelle dans le secteur, et l'espace est classé Zone naturelle d'intérêt écologique, faunistique et floristique (ZNIEFF) grâce au développement de nombreuses espèces de plantes et d'animaux tels que des cigales ou des lichens rares.

Appréciée pour son « spots d'escalade » sauvage par les grimpeurs de la région, elle est aménagée sur un espace de 2,7 ha, grâce à une convention entre le propriétaire, l'intercommunalité et la Fédération française de la montagne et de l'escalade et légalement ouvert aux sportifs en 2019.
- Anciennes gravières : Saint-Vaast possède aujourd'hui plusieurs étangs qui ont servi à l'extraction de gravier et de sable. On a retrouvé dans un de ces étangs (le « trou à cailloux ») des épées franques. Sur le bord d'un de ces étangs, on peut apercevoir quelques ruines d'un ancien bâtiment, au lieu-dit Chantereine, ou, l'endroit où chantent les reinettes. Cette place est supposée avoir servi de vigie sur le Thérain à une époque où son cours était plus capricieux.
- Chapelle Notre-Dame-et-Saint-Nicolas de Barisseuse, au hameau du même nom : Elle date du XIIIe siècle et ne comporte plus que deux travées, au moins une ayant été démolie, comme le montrent des arrachements dans le prolongement du mur gouttereau sud. Les voûtes d'ogives n'ont laissé que les faisceaux de demi-colonnes à chapiteaux dans les angles, et le chevet a également subi des modifications. Le petit portail au nord est assez intéressant du fait de son linteau monolithique, reposant sur deux culots et arborant un trilobe en bas-relief[34].

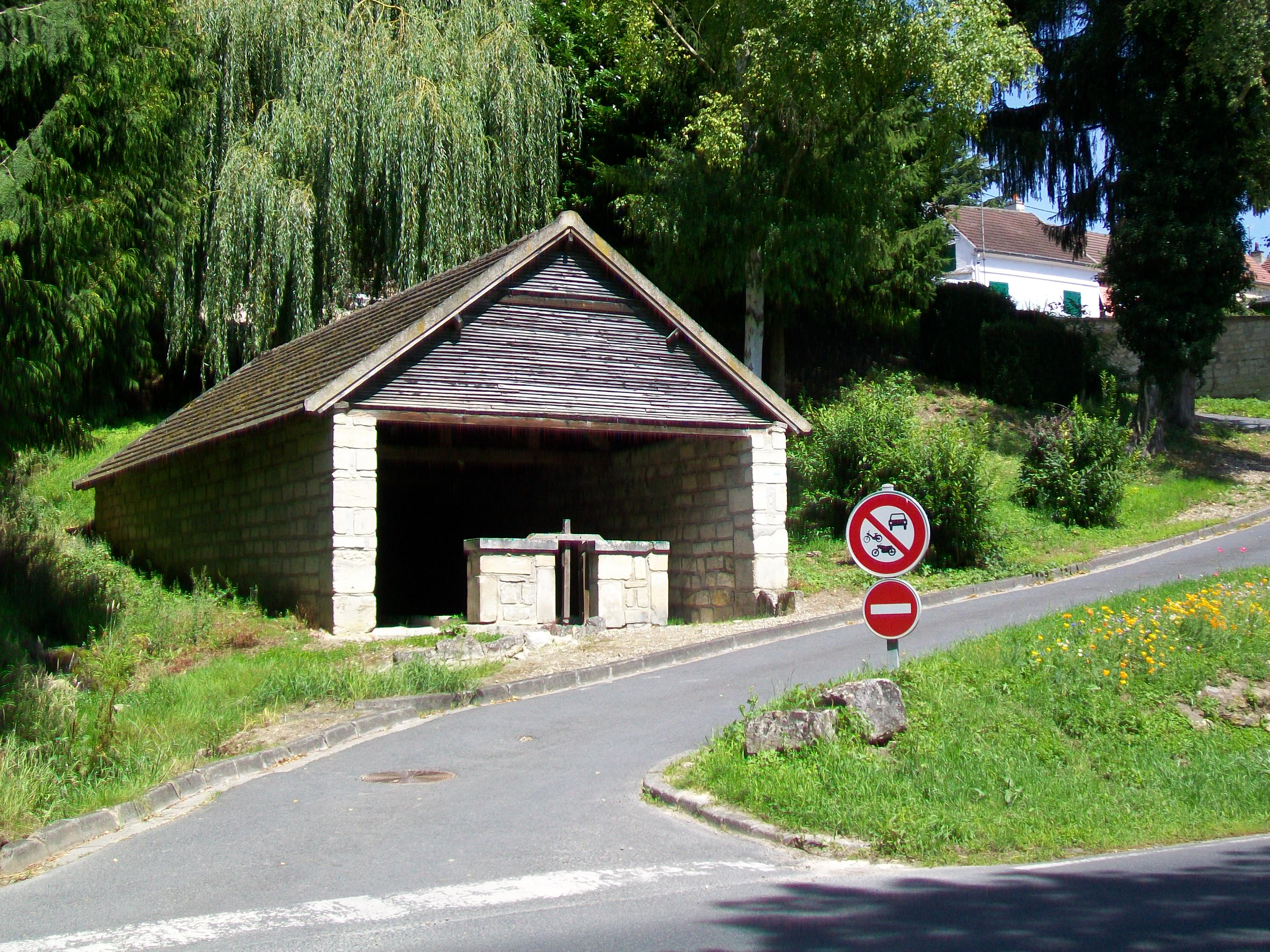
Lavoir d'En-bas.
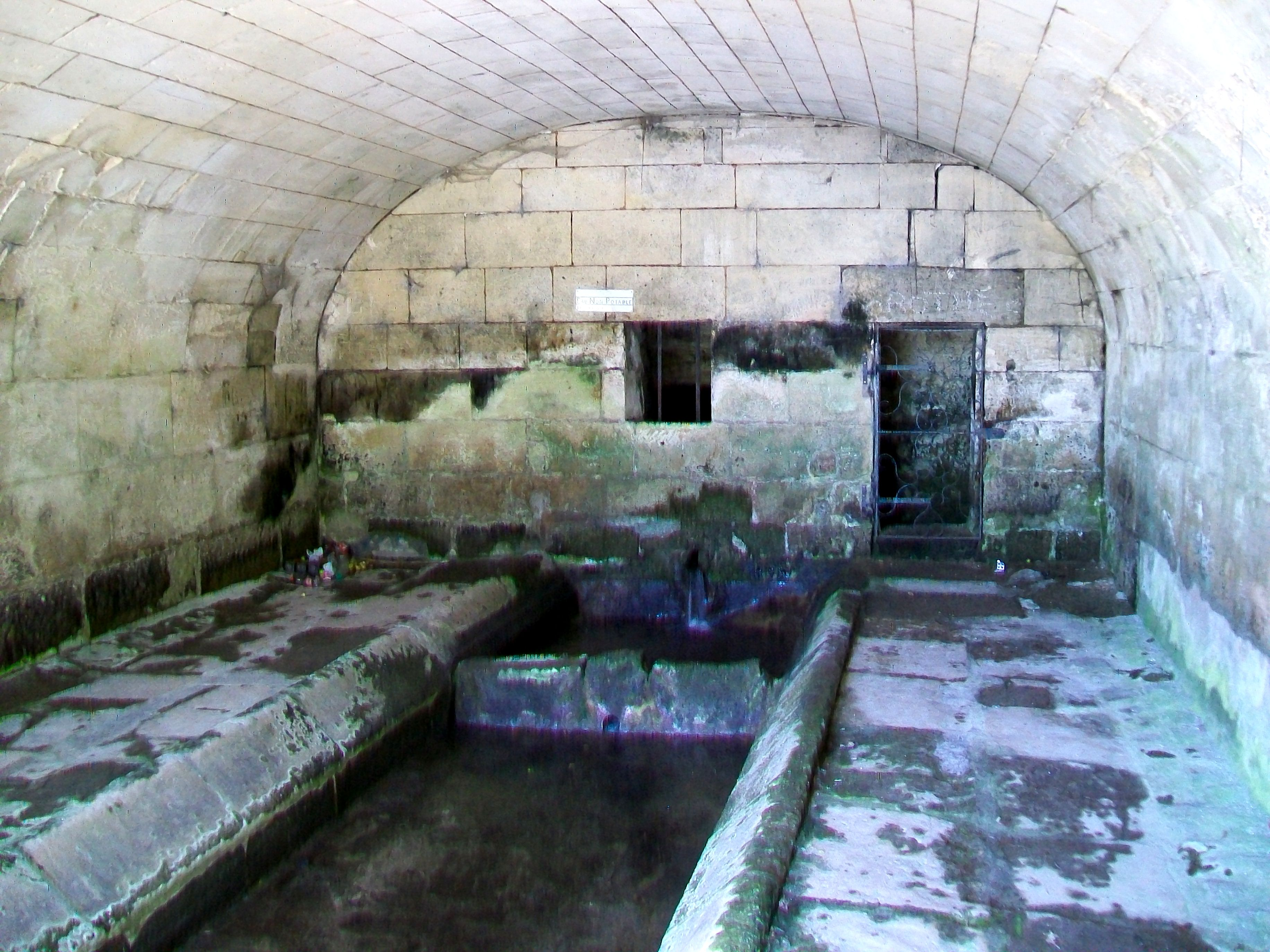
Intérieur du lavoir d'En-haut.
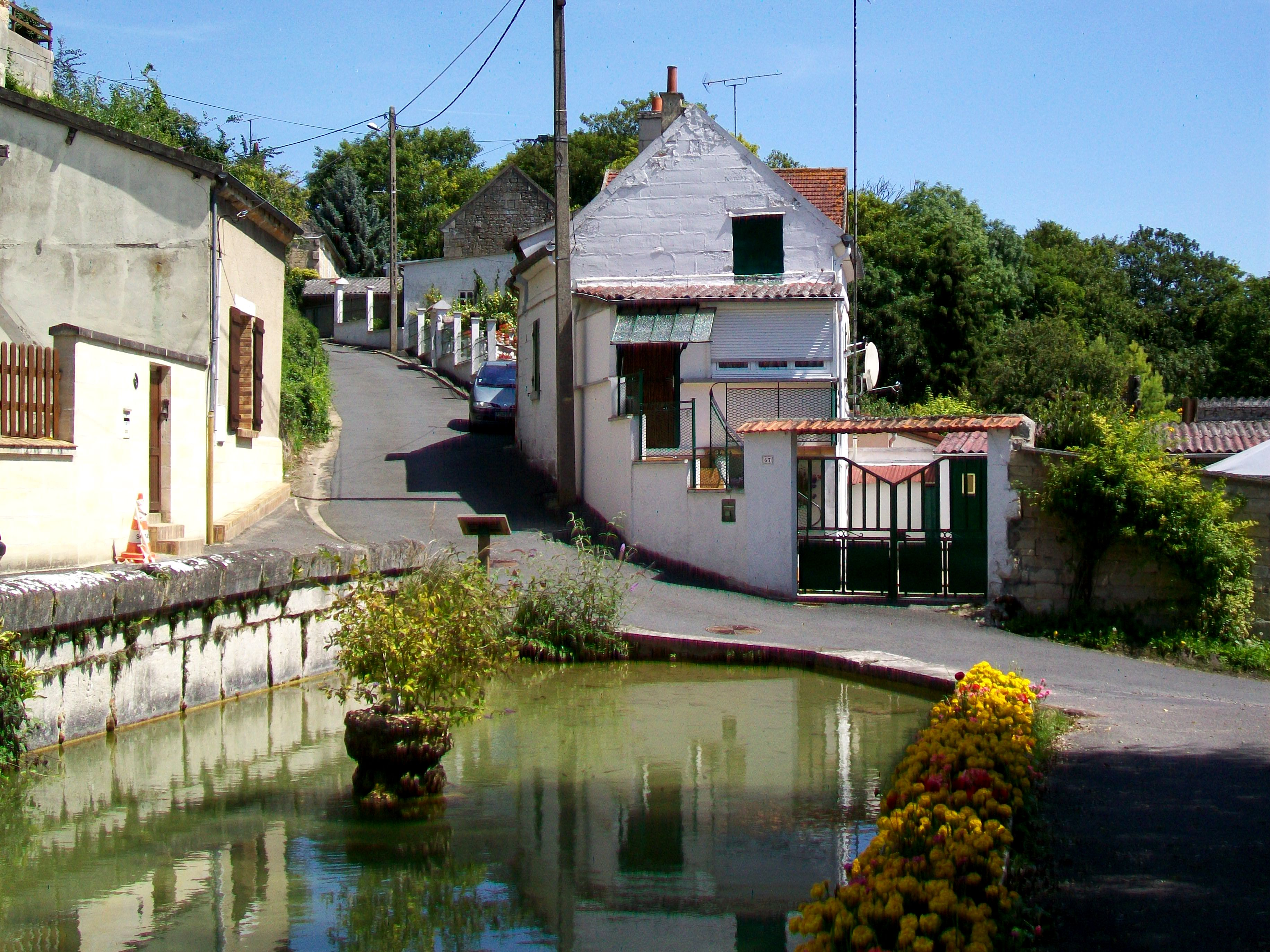
Abreuvoir.
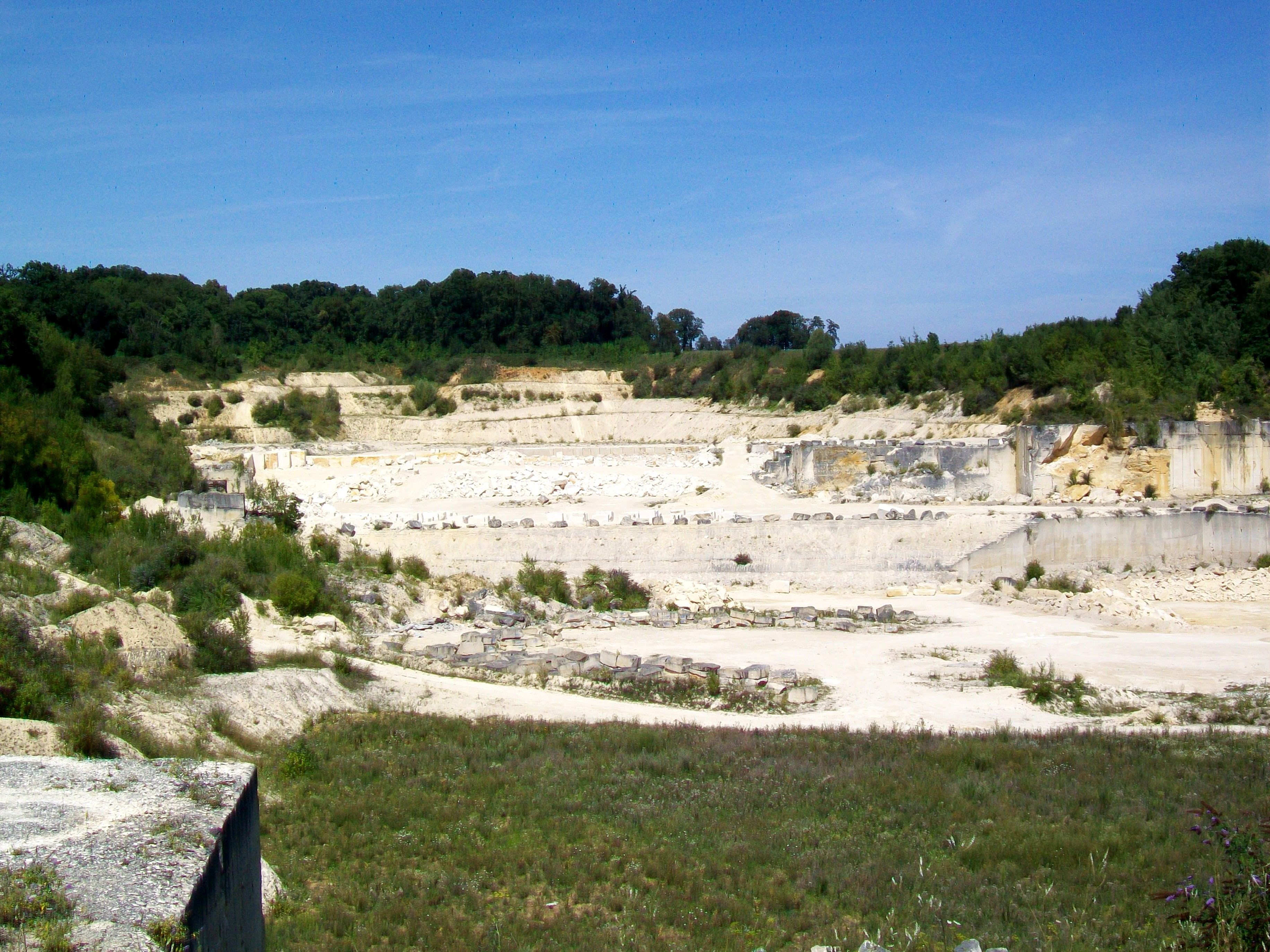
La carrière des Glachoires
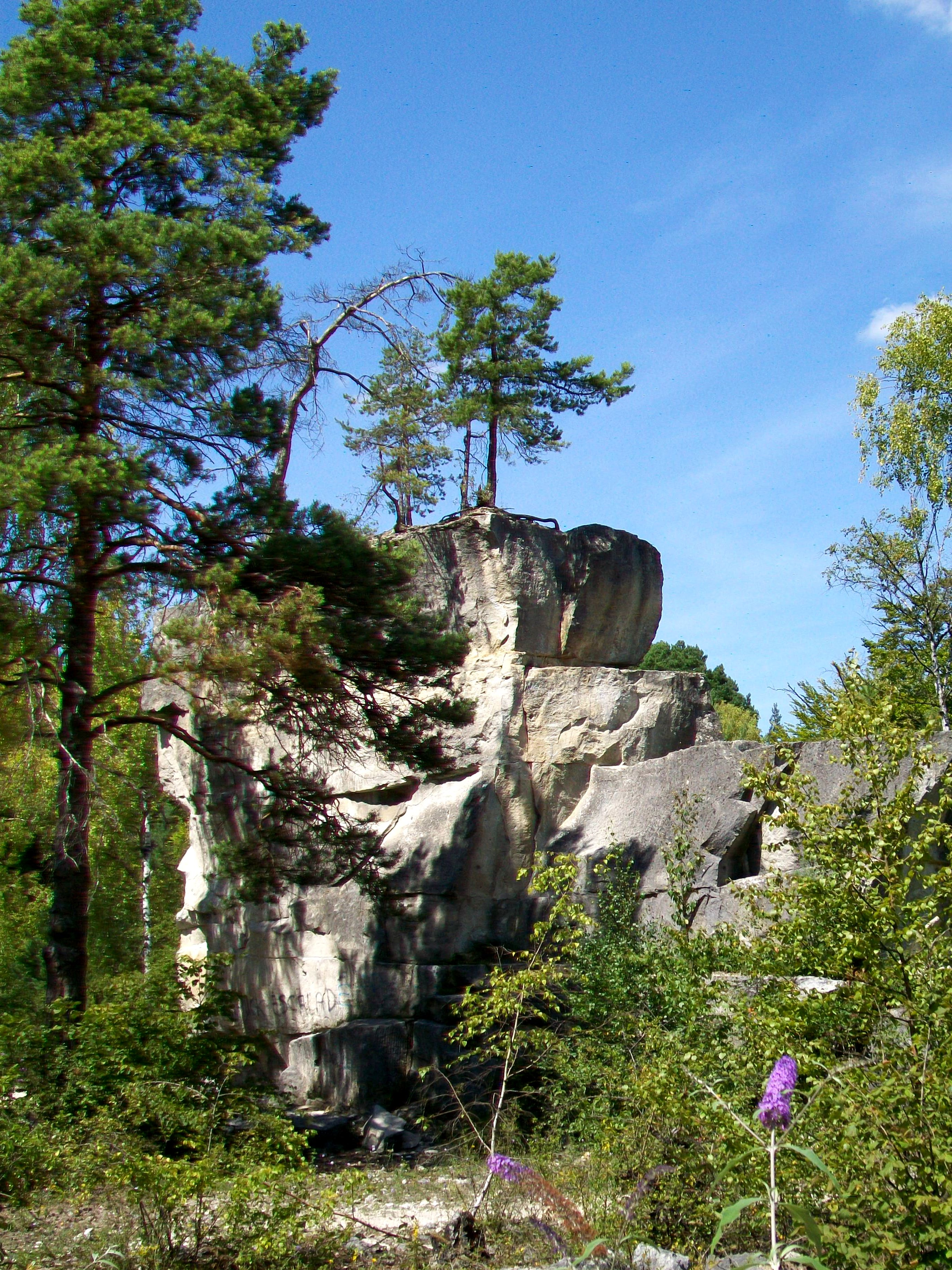
Rocher, à la carrière des Glachoires.
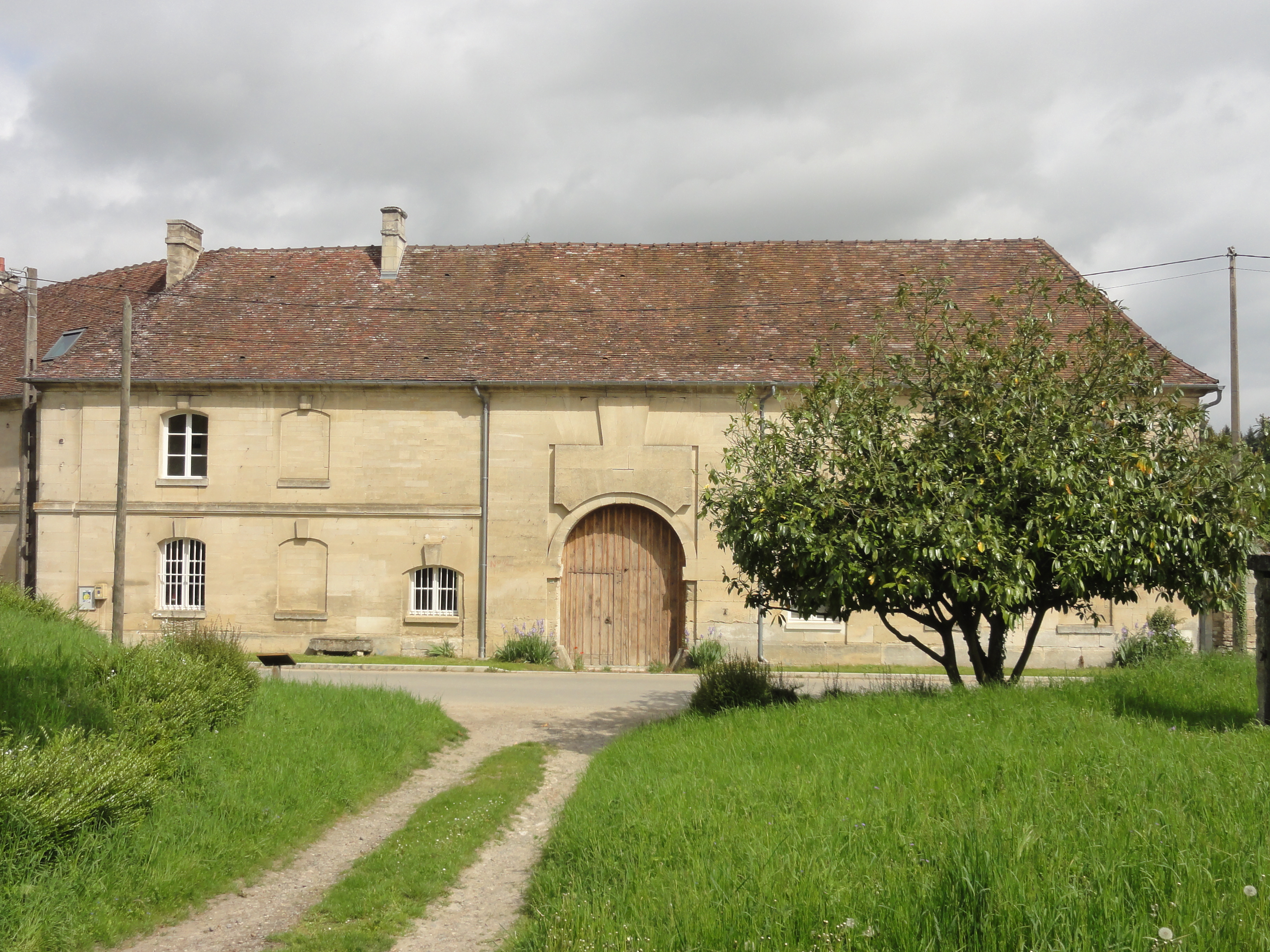
La ferme de Barisseuse
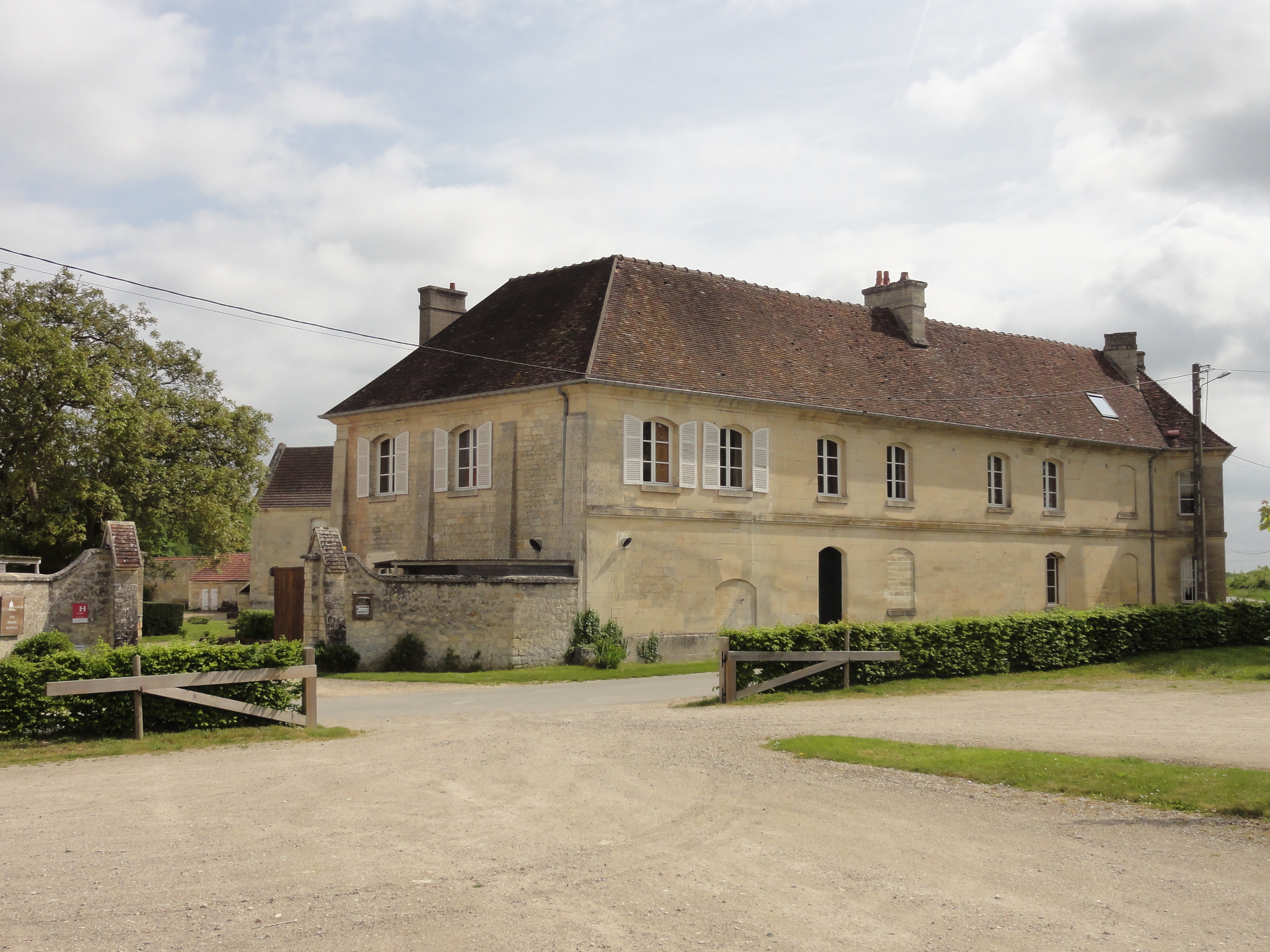
La ferme de Barisseuse

### Héraldique
| Blason de Saint-Vaast-lès-Mello | Blason  | Tiercé en fasce d'or, d'azur et d'argent, à la crosse contournée de gueules brochant sur le tout |
| Blason de Saint-Vaast-lès-Mello | Détails | Adopté le 14 décembre 2023                                                                       |

### Saint-Vaast-lès-Mello dans les arts
Le film les « Dents du vieux dragon », réalisé par Emmanuelle Demoris, est consacré aux carrières de Saint-Vaast-lès-Mello.